# Chubut
Provinsen Chubut (spansk: Provincia de Chubut; walisisk: Talaith Chubut) er en provins i det sydlige Argentina. Provinsen har et areal på 224.686 km2
og en befolkning på ca. 592.621 (2022) indbyggere. Provinshovedstaden hedder Rawson, mens den største by hedder Comodoro Rivadavia og har 182.631 indbyggere (2010).
I det 19. århundrede bosatte der sig en del walisere i provinsen, og dette førte så til at walisisk er et udbredt sprog i provinsen.